# Măureni
Măureni (in tedesco Moritzfeld, in ungherese Móricföld) è un comune della Romania di 2 677 abitanti, ubicato nel distretto di Caraș-Severin, nella regione storica del Banato.
Il comune è formato dall'unione di 2 villaggi: Măureni e Șoșdea.

## Storia
Già presente come piccolo insediamento da diverso tempo, Măureni conobbe un consistente sviluppo nel 1784, quando vennero costruite circa 200 nuove case per ospitare un gruppo di coloni tedeschi che vi si recavano per ordine del governo dell'Impero austro-ungarico; nello stesso anno arrivarono nella località le prime 30 famiglie ed in totale, negli anni successivi, altre 172 famiglie tedesche si stabilirono nel paese.
Il comune raggiunse per la prima volta la sua autonomia amministrativa nel 1786 e nello stesso anno venne iniziata la costruzione della chiesa cattolica, che venne inaugurata nel 1819.
Un altro importante progresso avvenne nel 1872-1873 quando, grazie ad un accordo con i comuni interessati, venne costruita la linea ferroviaria Voiteg-Gătaia-Măureni-Reșița.
Il comune doveva però subire un netto rallentamento del proprio sviluppo pochi anni dopo, a causa di un incendio che, il 12 luglio 1875, distrusse oltre 100 case.
Oggi Măureni rimane un piccolo comune, con un'economia che rimane ancora prettamente rurale, ma negli ultimi anni si sono insediate nel comune un'industria alimentare ed una tessile, quest'ultima promossa da imprenditori italiani.